# Darkland
Pour plus de détails, voir Fiche technique et Distribution.
Darkland (Underverden) est un thriller danois écrit et réalisé par Fenar Ahmad, sorti en 2017.

## Synopsis
Zaid est un chirurgien cardiaque réputé. Un jour, il reçoit la visite de son frère cadet Yasin qui lui demande de l'aider après un hold-up raté. Las de le protéger, Zaid refuse de lui apporter son aide. Le lendemain, à l'hôpital, Zaid découvre Yasin grièvement blessé, à la suite d'une confrontation avec un gang, et admis aux urgences où il succombe à ses blessures. Ivre de vengeance, Zaid cherche à se venger de ceux qui ont tué son petit frère.

## Fiche technique
- Titre original : Underverden
- Titre français : Darkland
- Réalisation et scénario : Fenar Ahmad
- Photographie : Kaspar Tuxen
- Montage : Kasper Leick
- Musique : Jens Ole Wowk McCoy
- Production : Jacob Jarek
- Sociétés de production : Profile Pictures ApS
- Pays d’origine :  Danemark
- Langue : Danois
- Format : Couleurs
- Genre : Thriller
- Durée : 112 minutes
- Dates de sortie :
  -  Danemark : 19 janvier 2017

## Distribution
- Dar Salim : Zaid
- Stine Fischer Christensen : Stine
- Ali Sivandi : Semion
- B. Branco : Branco
- Dulfi Al-Jabouri : Alex
- Anis Alobaidi : Yasin, frère de Zaid
- Roland Møller : Claus, le flic
- Jakob Ulrik Lohmann : Torben
- Lars Krusaa : Lars
- Brian Siva : Hassan
- Amanda Collin : Amanda